# Ghulam-D. Totakhyl
Ghulam-Destagir Totakhyl (* 26. April 1944 in Paktia, Afghanistan), deutscher Staatsangehöriger seit 1991, war von 1997 bis 2002 Generalsekretär des Islamrats für die Bundesrepublik Deutschland.
Er erhielt seine Ausbildung in der Militärakademie Kabul, studierte Orientalistik,  Politik- und Islamwissenschaften und Jura in Münster. Von 1966 bis 1971 absolvierte er eine Ausbildung für den höheren Polizeivollzugsdienst in Münster. Nach seiner Rückkehr nach Afghanistan war er im Amt des afghanischen Ministerpräsidenten und im höchsten afghanischen Verfassungsgericht tätig. Von 1973 bis 1979 absolvierte er ein Studium der Politik- und Rechtswissenschaft in Deutschland als Stipendiat der Friedrich-Ebert-Stiftung. Von 1980 bis 1987 war er für die politischen und diplomatischen Beziehungen zur Bundesrepublik im Büro der afghanischen Mudschaheddin zuständig, anschließend für verschiedene afghanische Hilfsorganisationen. Er absolvierte eine Ausbildung zum Übersetzer und Dolmetscher für die Sprachen Persisch (Dari) und Paschto. Von 1997 bis 2002 war er Generalsekretär des Islamsrats für die Bundesrepublik Deutschland.
Von 2002 bis 2004 war er Vorsitzender des Forums unabhängiger Muslime, seit 2003 ist er Generalsekretär des Annemarie-Schimmel-Forums für Interkulturelle und Interreligiöse Verständigung.

## Zitat
„Totakhyls ursprüngliches Ziel sei gewesen, so die katholische Nachrichtenagentur KNA, eine auf die deutsche Gesellschaft und Rechtsordnung basierende Vertretung für die Muslime aufzubauen, mit demokratischen und transparenten Strukturen, weitgehend unabhängig von ausländischem Einfluss. "Dafür sehe er keine Chance mehr." Deshalb der Rücktritt." (S. 64)“

## Schriften
- Bellers, Jürgen; Totakhyl, Ghulam D.: Der Afghanistan-Konflikt zu Beginn der 80er Jahre. Siegen : Univ., 2001 (Diskussionspapiere des Faches Politikwissenschaft : Rote Reihe ; 46)
- Der Afghanistan-Konflikt und das internationale System 1 = "Re-Islamisierung" und die Zukunft des Nahen Ostens / by Udo Steinbach; Jürgen Bellers; Ghulam D Totakhyl / Bonn Bundeszentrale für polit. Bildung 1987
- Jürgen Bellers; Ghulam D Totakhyl: Der Afghanistan-Konflikt und das internationale System. Aus Politik und Zeitgeschichte, Nr. B. 4–87. 24. Januar 1987. S. 3–21.

## Belege
1. ↑  bpb.de
2. ↑  bpb.de
3. ↑  igmg.org (Memento vom 10. September 2014 im Internet Archive) (PDF; 636 kB)
4. ↑  wshoffmann.de

| Personendaten    | Personendaten                                                              |
| ---------------- | -------------------------------------------------------------------------- |
| NAME             | Totakhyl, Ghulam-D.                                                        |
| ALTERNATIVNAMEN  | Totakhyl, Ghulam-Destagir (vollständiger Name)                             |
| KURZBESCHREIBUNG | deutscher Generalsekretär des Islamrats für die Bundesrepublik Deutschland |
| GEBURTSDATUM     | 26. April 1944                                                             |
| GEBURTSORT       | Paktia, Afghanistan                                                        |